# ناحية عين عيسى
ناحية عين عيسى إحدى نواحي سوريا تتبع إداريّاً لمحافظة الرقة منطقة تل أبيض ومركزها بلدة عين عيسى، بلغ تعداد سكان الناحية 40,912 نسمة حسب التعداد السكاني لعام 2004.

## بلدات وقرى ناحية عين عيسى
أبو خرزة، أبو مسناتين، أبو نيتولة، الأمين، عريضة أبو جرادة، عريضة عجيل، بئر عيسى، بئر خات، عين عيسى، فرحانية، الفاطسة، هنانو، الحجازية، هيشة، الجهجاة، كفيفة، خربة البيضاء، خربة هدلا، لقطة، جرن الأسود تحتاني، مدلج، مغار، مشرفة الهزاع، ميسلون، المهرة، مريران، الناصرية، سبع جفار، صخرة عبد الشيخ، السرامدة، الشركراك، أمية، الوردية، واسطة الهيجان، الزنباق، الدوحة، الشبل، الشيخ حسن، الطربيخ، المأمون، المخلط، أم جرن، جليب عليان، حوائج صغير، حويجة العران، خفية الفرحان، زيارة الشيخ حسن، صران، مليحان.صفيان حبيب، الجديدة، الطيبة  رسم عبود